# Montreux
Pour les articles homonymes, voir Montreux (homonymie).
Montreux (/mɔ̃tʁø/ ) est une ville et une commune suisse du canton de Vaud, située dans le district de la Riviera-Pays-d'Enhaut.
Elle est la troisième ville la plus peuplée du canton de Vaud après Lausanne et Yverdon.

## Géographie

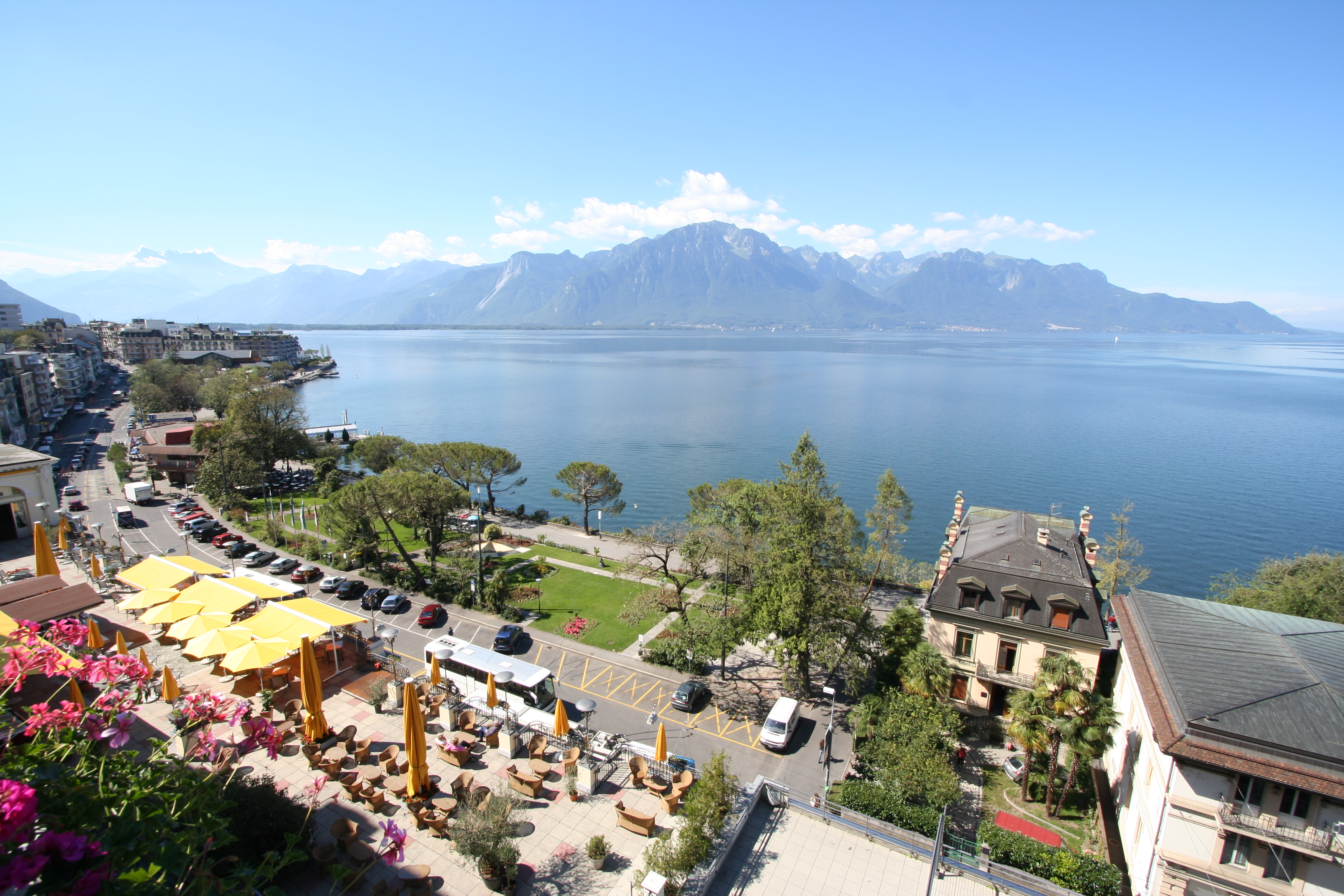
Vue du quai.

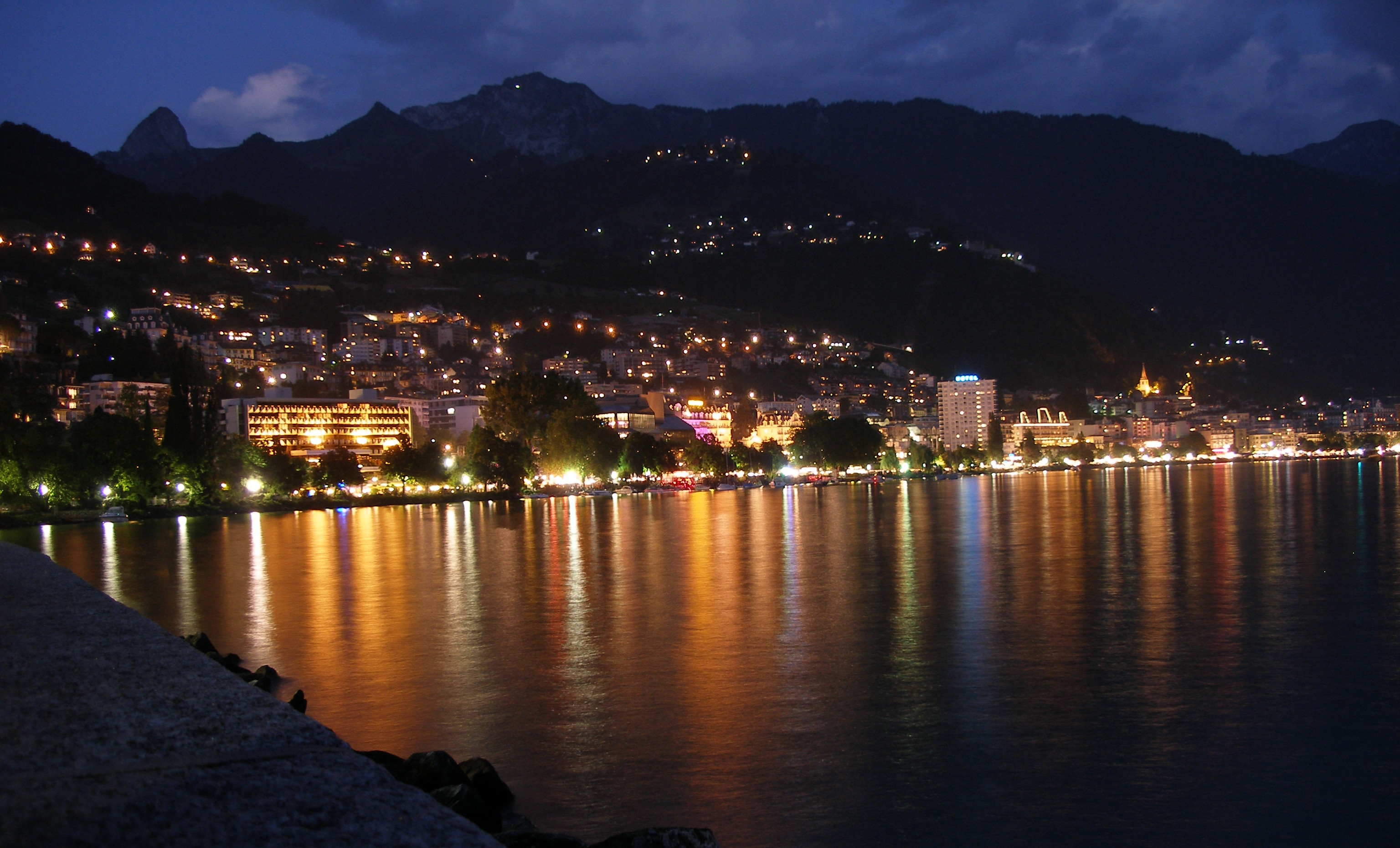
Montreux de nuit.

Vue aérienne (1949).

Le territoire de Montreux s'étend sur 33,37 km2. Lors du relevé de 2013-2018, les surfaces d'habitations et d'infrastructures représentaient 20,0 % de sa superficie, les surfaces agricoles 25,0 %, les surfaces boisées 50,3 % et les surfaces improductives 4,9 %.
Montreux se situe à l'est de la rive nord du lac Léman, au sud-est de la Riviera vaudoise.
L'altitude minimale (point du sol le plus bas de la commune) du territoire communal de Montreux est de 371 m au niveau du Léman, l'altitude moyenne de 1 064 m et le point culminant est situé à 2 025 mètres sur la crête des rochers de Naye (2 042 m), belvédère qui donne une vue sur la quasi-totalité du Léman. La plus haute montagne dont le sommet se trouve sur le territoire de la commune est la Cape au Moine située à 1 941 mètres. La commune est en grande partie drainée par la Baye de Montreux.
| La Tour-de-Peilz | Blonay-Saint-Légier | Blonay-Saint-Légier |
| Léman            | Montreux            | Haut-Intyamon       |
| Léman            | Veytaux             | Veytaux             |

### Climat
La ville de Montreux est située dans une région au climat océanique tempéré chaud sans saison sèche avec des étés tempérés (Cfb selon la classification de Köppen).
| Mois                                | jan. | fév. | mars | avril | mai  | juin | jui. | août | sep. | oct. | nov. | déc. | année |
| ----------------------------------- | ---- | ---- | ---- | ----- | ---- | ---- | ---- | ---- | ---- | ---- | ---- | ---- | ----- |
| Température minimale moyenne (°C)   | −0,8 | 0,3  | 2,4  | 5,5   | 9,5  | 12,8 | 15,1 | 14,7 | 12   | 8    | 3,3  | 0    | 6,9   |
| Température moyenne (°C)            | 1,5  | 2,8  | 5,4  | 9,1   | 13,3 | 16,7 | 19,3 | 18,6 | 15,5 | 10,9 | 5,8  | 2,4  | 10,1  |
| Température maximale moyenne (°C)   | 4,5  | 6,2  | 9,6  | 13,9  | 18,2 | 21,8 | 24,9 | 23,9 | 20,5 | 15,2 | 9,3  | 5,5  | 14,5  |
| Précipitations (mm)                 | 70   | 67   | 78   | 75    | 87   | 111  | 99   | 114  | 81   | 80   | 89   | 80   | 1 032 |
| dont neige (cm)                     | 9,8  | 8    | 3,7  | 0,8   | 0    | 0    | 0    | 0    | 0    | 0    | 2,6  | 8,2  | 33,1  |
| Nombre de jours avec précipitations | 11,6 | 10,6 | 12,4 | 11,9  | 13,8 | 13,1 | 10,3 | 12   | 9,5  | 8,9  | 11   | 11,3 | 136,4 |
| Humidité relative (%)               | 81   | 77   | 73   | 70    | 71   | 71   | 69   | 72   | 76   | 81   | 80   | 81   | 75    |
| Nombre de jours avec neige          | 2,7  | 1,9  | 0,9  | 0,3   | 0    | 0    | 0    | 0    | 0    | 0    | 0,8  | 2    | 8,6   |

### Lieux-dits
La nature agricole des villages qui ont fini par constituer la commune de Montreux et les nombreuses fermes foraines et chalets d'alpage font que le territoire de Montreux est couvert de lieux-dits, tels Brison, la Pacoresse, Saumont, les Prévondes, la Plagnes, la Cergnaule, Adversan, les Prés-de-Billens, Plan Châtel, Lautaret, Jor, etc.. Tous sont en général clairement localisés sur les cartes de géographie à grande échelle.

### Transports
- Ligne de bus et de trolleybus des VMCV ;
- Sur la ligne ferroviaire du Simplon (Milan-Brigue-Lausanne) : gares de Montreux et de Territet ;
- Sur le Montreux - Oberland Bernois (MOB) (Montreux-Château-d'Œx-Gstaad-Zweisimmen) : gares de Montreux (départ de la ligne), Montreux-Collège, de Vuarennes, de Belmont-sur-Montreux, de Châtelard VD, de Planchamp, de Fontanivent, de Chernex, de Chamby, de Sonzier, de Sendy-Sollard et des Avants ;
- Sur le Chemin de fer Montreux-Glion-Rochers de Naye : gares de Montreux (départ de la ligne), Montreux-Les Planches, Glion, Glion-Alpes, Caux, Haut-de-Caux et de Crêt-d'y-Bau ;
- Départ du funiculaire Territet – Glion (pente de 57 %) ;
- Débarcadères (Clarens, Montreux, Territet) pour les bateaux de la CGN ;
- A9 (Brigue-Lausanne-Vallorbe)  15 (Montreux).

La gare de Montreux est également le départ de la route cycliste nationale appelée Route des lacs, qui conduit à Rorschach.

## Toponymie
Le nom de Montreux est issu d'un diminutif du mot latin monasterium (ermitage, couvent) formé à l'aide du suffixe latin -olu (monasteriolu). La plus ancienne mention connue, Monasteriolo au XIe siècle, correspond à cette forme. Elle devient par la suite Mustrul (1215), Muistruo (1228), Mustruel (1250), de Mustreux (1355), ecclesiam parrochialem Monstruaci (1453).
Son ancienne dénomination en allemand est Muchteren.

## Histoire

### Développement de Montreux

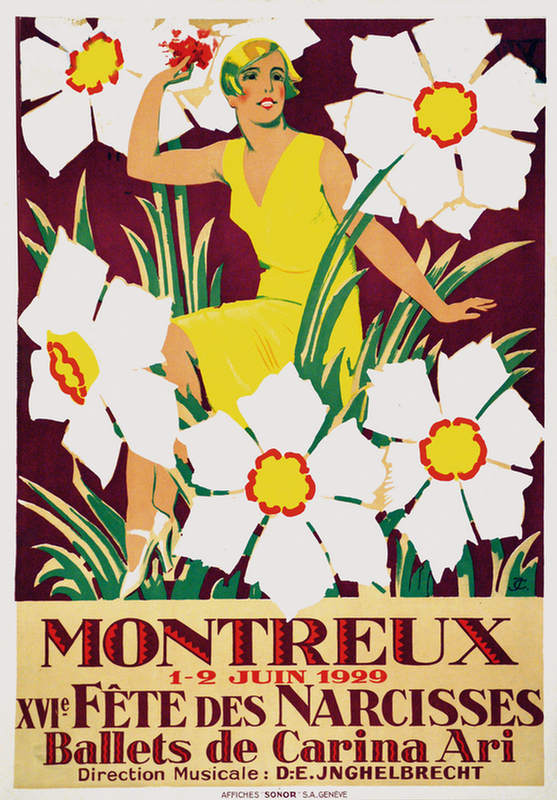
Affiche pour la Fête des narcisses 1929.

Dès le début du XXe siècle, la région de Montreux commence à attirer les premiers touristes, anglais principalement, séduits par les atouts du site :
- panorama : les hauteurs offrent une vue du Léman qui s'étend sur plus de 50 km avec en arrière-plan le Jura et les sommets des Alpes chablaisiennes ;
- climat : la rive, exposée sud-ouest, protégée de la bise par les montagnes, bénéficie d'un microclimat particulièrement doux.

Dans les toutes premières années du XXe siècle, les premiers hôtels de Montreux sont construits au bord du lac, sur ce qui n'était alors que des prairies ou des terres agricoles (dont des vignobles). La vocation touristique du site ne cessa ensuite de se développer.
Les communes du Châtelard et des Planches fusionnent en 1962 pour créer la commune de Montreux.

### Dimension internationale
Profitant d’un gros essor touristique et hôtelier, Montreux attire des congrès dès les années 1880. Le premier, le Congrès hygiénique international, fait une excursion à Montreux depuis Genève en 1882. Les près de 500 invités, au rang desquels Louis Pasteur ou Paul Bert, arrivent à Montreux à bord du bateau-salon Mont-Blanc et sont accueillis au Kursaal.
Par la suite, des congrès de médecine (1895), de transports (tramways en 1898, chemins de fer en 1910), de géographie (1908) ou de presse (1902) profitent également des infrastructures dont dispose la région pour accueillir leurs membres et leur proposer des excursions aux Rochers-de-Naye ou au Château de Chillon.
Les 16 et 17 décembre 1934 a lieu « le Congrès international fasciste ». Sont présents : le Français Marcel Bucard (Parti franciste), le Belge Paul Hoornaert (Légion nationale), le Roumain Ion Motza (Garde de fer), le Norvégien Vidkun Quisling (Nasjonal Samling), l'Espagnol Gimenez Caballero (Phalange), l'Irlandais Eoin O'Duffy (Army Comrades Association), le Néerlandais Wouter Loutkie (Front noir), le Danois Frits Clausen (Parti national-socialiste danois), le Suisse Arthur Fonjallaz et un représentant de la Heimwehr autrichienne. Dans le contexte de l'assassinat, quelques mois auparavant, du chancelier austrofasciste Dolfuss par des nazis autrichiens, l'Allemagne nazie n'est pas représentée.
En 1936, la ville a accueilli la conférence sur le statut des détroits turcs. La convention qui en règle aujourd'hui encore le statut y a été signée le 20 juillet 1936.
À partir de 1946, les rencontres annuelles d'Initiatives et Changement ont lieu tous les étés à Caux, village situé sur la commune de Montreux à mille mètres d'altitude, dans le bâtiment de l'ancien Caux-Palace. Ces rencontres ont pour vocation de promouvoir paix, réconciliation, intégrité et responsabilité en mobilisant le simple citoyen et attirent des centaines de représentants des cinq continents. Les démarches de réconciliation entre la France et l'Allemagne, entre le Japon et les pays d'Asie du Sud-Est ou plus récemment au Sierra Leone ou dans les pays des grands lacs africains lui sont associées.
En 2008, le document de Montreux sur les compagnies militaires et de sécurité privées a été signé à Montreux à l'initiative du Comité international de la Croix-Rouge. Il pose l’obligation pour les États de veiller à ce que les compagnies militaires et de sécurité privées opérant lors de conflits armés respectent le droit humanitaire.
Le 13e Sommet de la francophonie a été tenu à Montreux en octobre 2010. Quelque 30 chefs d’État, dont le président français de cette époque, Nicolas Sarkozy, ont résidé au Montreux Palace pendant le sommet. Du 22 au 24 janvier 2014 s'est tenue à Montreux, sous la Présidence du secrétaire général des Nations unies Ban Ki-moon, la conférence internationale de paix sur la Syrie dite « Genève II » (en), qui a réuni 677 délégués au Montreux Palace, entièrement réservé pour l'occasion et mobilisé quelque 1 800 membres des forces de sécurité.

## Population et société

### Gentilés et surnoms
Les habitants de la commune se nomment les Montreusiens,.
Les habitants de la localité de Baugy se nomment lè Boudzolaî en patois vaudois ; ceux de la localité de Caux, les Cauchois ; ceux de la localité de Chamby, les Chambynois ; et ceux de la localité de Chernex, les Chernésiens.
Les habitants de la localité de Brent sont surnommés les Porte-Besace (lè Tacâi) ou les Bissacs (besace) ; et ceux de la localité de Chernex, les Lanternes.

### Démographie

#### Évolution de la population
La commune compte 26 828 habitants au 31 décembre 2023 pour une densité de population de 804 hab/km2. Sur la période 2010-2023, sa population a augmenté de 9,2 % (canton : 18,6 % ; Suisse : 9,4 %).  

#### Pyramide des âges
En 2023, le taux de personnes de moins de 30 ans s'élève à 33 %, au-dessous de la valeur cantonale (34,6 %). Le taux de personnes de plus de 60 ans est quant à lui de 27,1 %, alors qu'il est de 22,5 % au niveau cantonal.
La même année, la commune compte 12 766 hommes pour 14 062 femmes, soit un taux de 47,6 % d'hommes, inférieur à celui du canton (49,1 %).
| Hommes | Classe d’âge | Femmes |
| ------ | ------------ | ------ |
| 1,0    | 90 ans ou +  | 2,2    |
| 8,2    | 75 à 89 ans  | 11,2   |
| 15,4   | 60 à 74 ans  | 16,1   |
| 20,5   | 45 à 59 ans  | 19,9   |
| 21,0   | 30 à 44 ans  | 18,8   |
| 19,9   | 15 à 29 ans  | 19,2   |
| 14,1   | - de 14 ans  | 12,7   |

| Hommes | Classe d’âge | Femmes |
| ------ | ------------ | ------ |
| 0,6    | 90 ans ou +  | 1,4    |
| 6,5    | 75 à 89 ans  | 8,7    |
| 13,5   | 60 à 74 ans  | 14,3   |
| 20,9   | 45 à 59 ans  | 20,9   |
| 22,3   | 30 à 44 ans  | 21,7   |
| 19,6   | 15 à 29 ans  | 17,7   |
| 16,6   | - de 14 ans  | 15,3   |

## Politique

### Conseil communal
Résultats des dernières élections au Conseil communal
|                          |                                    |           |       |        |  |  |  |  |  |  |  |  |  |  |  |  |  |  |  |
| Partis                   | Partis                             | Suffrages | %     | Sièges |  |  |  |  |  |  |  |  |  |  |  |  |  |  |  |
|                          | Parti libéral-radical (PLR)        | 184 034   | 32,62 | 33     |  |  |  |  |  |  |  |  |  |  |  |  |  |  |  |
|                          | Parti socialiste (PS)              | 159 750   | 28,31 | 28     |  |  |  |  |  |  |  |  |  |  |  |  |  |  |  |
|                          | Les Verts                          | 82 080    | 14,55 | 15     |  |  |  |  |  |  |  |  |  |  |  |  |  |  |  |
|                          | Montreux Libre (VL)                | 49 422    | 8,76  | 9      |  |  |  |  |  |  |  |  |  |  |  |  |  |  |  |
|                          | Union démocratique du centre (UDC) | 46 895    | 8,31  | 8      |  |  |  |  |  |  |  |  |  |  |  |  |  |  |  |
|                          | décroissance alternatives (da.)    | 42 022    | 7,45  | 7      |  |  |  |  |  |  |  |  |  |  |  |  |  |  |  |
| Suffrages valides        | Suffrages valides                  | 564 203   | 92,22 | 100    |  |  |  |  |  |  |  |  |  |  |  |  |  |  |  |
| Suffrages blancs et nuls | Suffrages blancs et nuls           | 35 997    | 5,88  |        |  |  |  |  |  |  |  |  |  |  |  |  |  |  |  |
| Suffrages nuls           | Suffrages nuls                     | 11 600    | 1,90  |        |  |  |  |  |  |  |  |  |  |  |  |  |  |  |  |
| Total                    | Total                              | 611 800   | 100   |        |  |  |  |  |  |  |  |  |  |  |  |  |  |  |  |

### Municipalité
La Municipalité est l'organe exécutif de la Commune, elle est composée de sept membres qui sont actuellement Olivier Gfeller (PS) qui est aussi Syndic, Florian Chiaradia (Verts), Sandra Genier (PLR), Irina Gote (PS), Jacqueline Pellet (PS), Jean-Baptiste Piemontesi (PLR) et Caleb Walther (Verts).
| Candidats     | Candidats                | Partis        | Premier tour | Premier tour | Second tour | Second tour | Second tour |
| Candidats     | Candidats                | Partis        | Voix         | %            | Voix        | Voix        | %           |
| ------------- | ------------------------ | ------------- | ------------ | ------------ | ----------- | ----------- | ----------- |
|               | Olivier Gfeller          | PS            | 3 269        | 51,88        | Élu         | Élu         | Élu         |
|               | Irina Gote               | PS            | 3 125        | 49,60        | 2 793       | 2 793       | 51,85       |
|               | Caleb Walther            | Les Verts     | 3 055        | 48,48        | 2 735       | 2 735       | 50,77       |
|               | Jacqueline Pellet        | PS            | 2 985        | 47,37        | 2 698       | 2 698       | 50,08       |
|               | Florian Chiaradia        | Les Verts     | 2 756        | 43,74        | 2 592       | 2 592       | 48,12       |
|               | Jean-Baptiste Piemontesi | PLR           | 2 210        | 35,07        | 2 072       | 2 072       | 38,46       |
|               | Sandra Genier            | PLR           | 2 024        | 32,12        | 1 988       | 1 988       | 36,90       |
|               | Yanick Hess              | PLR           | 2 003        | 31,79        | 1 963       | 1 963       | 36,44       |
|               | Yves Depallens           | PLR           | 1 870        | 29,68        | Retrait     | Retrait     | Retrait     |
|               | Geneviève Brunner-Frass  | PLR           | 1 785        | 28,33        | Retrait     | Retrait     | Retrait     |
|               | Suzanne Lauber Fürst     | ML            | 1 131        | 17,95        | 992         | 992         | 18,41       |
|               | Quentin Talon            | da.           | 929          | 14,74        | Retrait     | Retrait     | Retrait     |
|               | Tal Luder                | UDC           | 724          | 11,49        | 713         | 713         | 13,24       |
|               | Christine Menzi          | UDC           | 641          | 10,17        | Retrait     | Retrait     | Retrait     |
|               |                          |               |              |              |             |             |             |
| Votes valides | Votes valides            | Votes valides | 6 301        | 97,38        | 5 387       | 5 387       | 98,33       |
| Votes blancs  | Votes blancs             | Votes blancs  | 55           | 0,86         | 23          | 23          | 0,42        |
| Votes nuls    | Votes nuls               | Votes nuls    | 113          | 1,76         | 68          | 68          | 1,25        |
| Total         | Total                    | Total         | 6 414        | 100          | 5 455       | 5 455       | 100         |

### Liste des syndics de Montreux
- 1961-1969 : Alfred Vogelsang, Parti radical-démocratique ;
- 1970-1988 : Jean-Jacques Cevey, Parti radical-démocratique ;
- 1988-1996 : Frédy Alt, Parti libéral ;
- 1996-2011 : Pierre Salvi, Parti socialiste suisse ;
- 2011-2021 : Laurent Wehrli, Parti libéral-radical ;
- 2021-actuellement : Olivier Gfeller, Parti socialiste.

### Sécurité publique
- Gendarmerie vaudoise (police cantonale) ;
- Police Riviera (police municipale) ;
- SDIS Riviera (Service du feu) ;
- Protection civile Riviera.

### Distinctions
- Elle obtient le Prix Wakker (aménagements urbanistiques de qualité et respectueux du patrimoine bâti historique) en 1990[30].

### Jumelages
La ville de Montreux est jumelée avec Menton (Alpes-Maritimes) en France depuis le 6 avril 1953, avec Wiesbaden en Allemagne depuis le 7 octobre 1953 et avec Chiba au Japon depuis 1996.
Le 3 juin 2013, Montreux a signé un pacte d'amitié avec Xicheng, un district de Pékin en Chine, permettant ainsi des échanges sur les plans touristique, culturel et économique.

## Culture

### Patrimoine bâti

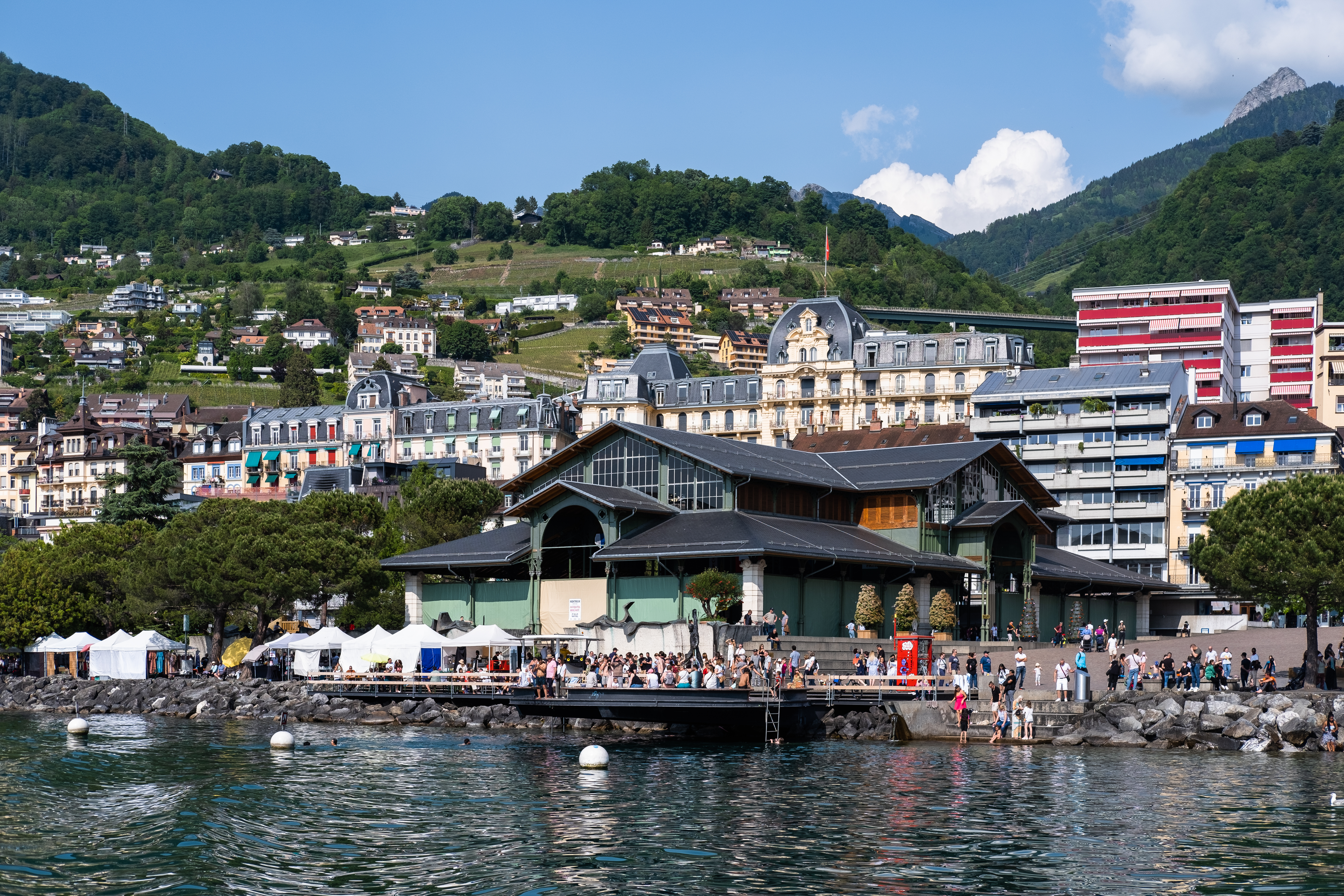
Le marché couvert de Montreux vu depuis le Léman.

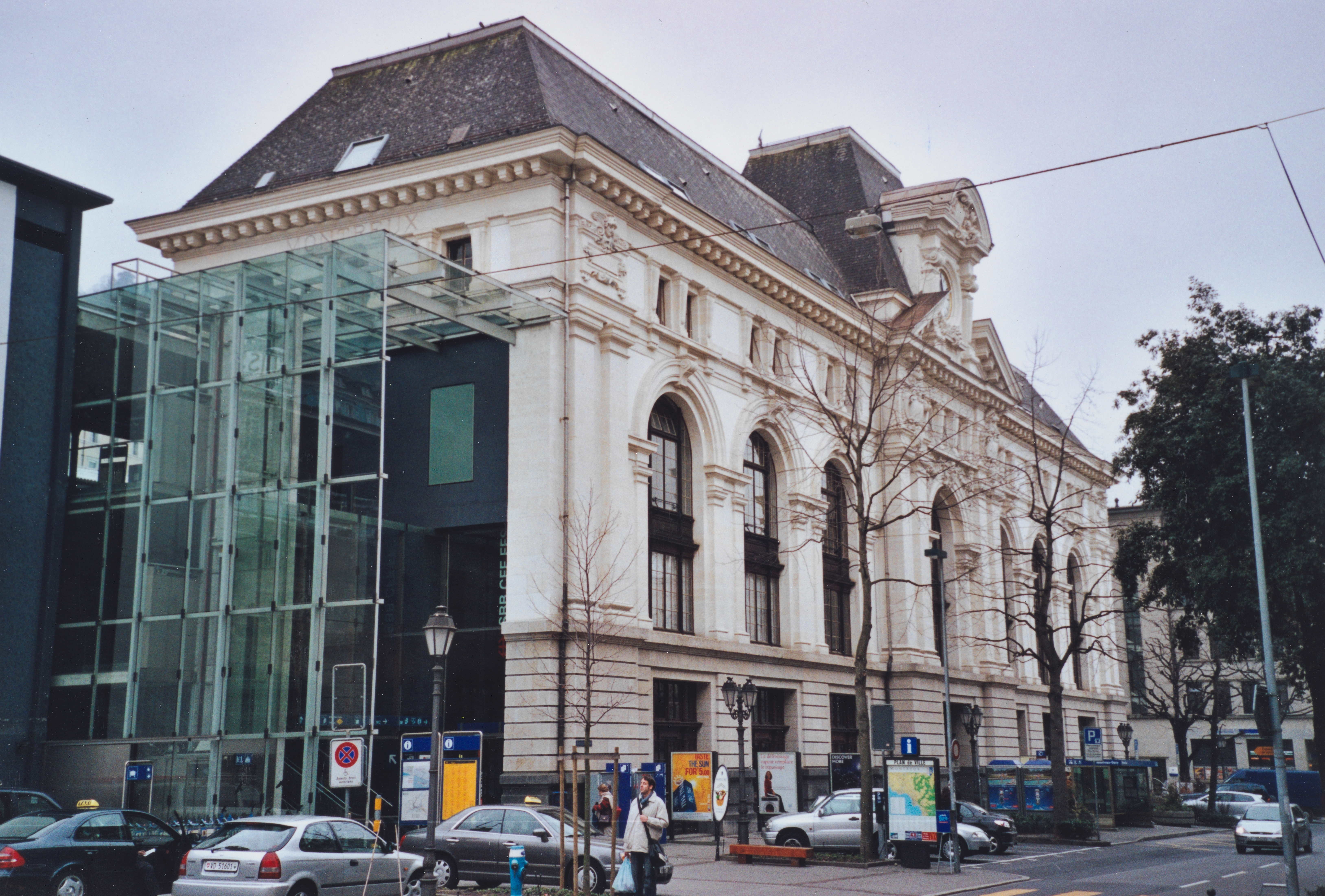
La gare de Montreux, construite en 1860.

- L'ancienne église Saint-Vincent aux Planches, aujourd'hui église protestante, a été reconstruite sur le site de deux sanctuaires successifs des VIIIe et IXe siècles et XIIe et XIIIe siècles. Le chœur polygonal, voûté d'ogives et ajouré par des baies à remplage flamboyant, a été élevé entre 1495-1501 par le maître maçon Aymonet Durant, tandis que la nef à trois vaisseaux reliés par des arcades, bâtie entre 1513 et 1519, est due à Pierre Guigoz. Remarquable clocher-porche à flèche de pierre, de 1460-1470, par le maître maçon Jean Vaulet-Dunoyer[33]. L'organiste titulaire depuis 1980, Martine Reymond, est à l'origine de l'installation en 2009 du nouvel orgue Metzler, en remplacement du précédent, datant de 1953 et prématurément vieilli[réf. souhaitée].

- Le château du Châtelard ;
- Le château des Crêtes à Clarens ;
- La statue de Freddie Mercury au bord du Léman ;
- La statue de Élisabeth de Wittelsbach à Territet, monument en marbre blanc inauguré en 1902, par Antonio Chiattone, sculpteur à Lugano ;
- La gare de Montreux (1860) ;
- La Villa Florentine par l'architecte Jules Clerc (1895)[34].
- L'île et villa Salagnon à Clarens ;
- Le marché couvert ;
- La villa Karma ;
- École (1868-1871) par l'architecte François Jaquerod[35] ;
- La sculpture Allo Claude[réf. nécessaire] (de Pascal Bettex) en hommage à Claude Nobs, fondateur du Montreux Jazz Festival.

#### Génie civil
- Pont de Brent (1900-1901), par l'ingénieur William Cosandey (1864-1929), directeur des travaux de la commune du Châtelard[36].

#### Hôtels historiques
- Le Montreux Palace : Fairmont Le Montreux Palace est un hôtel 5 étoiles, au bord du Léman ;
- Le Grand hôtel suisse Majestic ;
- L'ensemble Hôtel des Alpes-Grand Hôtel à Territet ;
- Le Caux-Palace, à Caux, œuvre d'Eugène Jost dont l'exposition est accessible ;
- Hôtel Excelsior ;
- Hôtel Helvétie (1865)[réf. nécessaire] ;
- Hôtel Splendid ;
- Hôtel Eden Palace au Lac.

#### Musées
- Le musée historique de Montreux et de sa région ;
- Le chemin de fer-musée Blonay-Chamby ;
- Le musée national suisse de l'audiovisuel (Audiorama) Définitivement fermé.

#### Patrimoine contemporain
- La Tour d'Ivoire, construite en 1969, comprenant 29 étages[37] ;
- Le Best Western Eurotel Riviera, construit en 1967, comprenant 17 étages[38] ;
- Le Centre des Congrès, appelé depuis 2006 Montreux Music & Convention Centre ou 2m2c, construit en trois phases 1972, 1982 et 1992, propose 18 000 mètres carrés dédiés aux événements culturels, dont le célèbre Montreux Jazz Festival, le septembre Musical ou autres événements d'entreprises ou d'associations professionnelles. On peut y découvrir au niveau A1 la fresque murale de 7 m × 3 m du peintre montreusien Peter Rage intitulée « Life! » et offerte au 2M2C par l'artiste en 2009 à l'occasion du Montreux Art Gallery[réf. nécessaire].

### Patrimoine disparu
- L'ancien kurhaus soit Casino (1881-1886) par les architectes Ernest Burnat et Charles Nicati, détruit par un incendie en 1971[39] ;
- L'ancien Parc des Roses, soit cimetière de Territet ou de Planchamp, ouvert en 1817, et abritant les monuments funéraires de nombreuses personnalités notamment étrangères, tout particulièrement issues du monde anglophone et russe. Le promoteur Ami Chessex propose en 1898 une désaffectation partielle du site au profit d'un monument rappelant la mémoire de l'impératrice Sissi (Élisabeth de Wittelsbach). En 1908, les autorités communales votent la désaffectation du cimetière, effective en l'an 1983, décision confirmée en 1984. Le site, alors en très grande partie vidé de ses monuments, est transformé en jardin public[39].

### Événements

#### Festival de jazz
Le premier Festival de jazz de Montreux a lieu en 1967. L'initiateur et organisateur du festival est feu le Montreusien Claude Nobs, qui bénéficia notamment du soutien des frères Ertegün, directeurs d'Atlantic Records. La première édition accueille, entre autres, Charles Lloyd et Keith Jarrett. En 1970, Carlos Santana y donne un concert. La programmation du festival sera dès lors éclectique, proposant du jazz, mais aussi du blues, gospel, soul, rock et pop. En 1977, il est le plus long festival d'Europe, du 1er au 25 juillet 1977.
Le Montreux Jazz a accueilli de grandes figures du jazz (Sonny Rollins, Dizzy Gillespie, Ella Fitzgerald, Duke Ellington, Oscar Peterson, Bill Evans, Count Basie, Aretha Franklin, Ray Charles, Stan Getz, Dexter Gordon, Ornette Coleman, Cecil Taylor, The Art Ensemble of Chicago, etc.). Les coqueluches du festival sont Nina Simone (qui donna cinq concerts de 1968 à 1990), Miles Davis (qui donna huit concerts de 1971 à 1991) et B. B. King (qui s'y produisit plus de 20 fois). Quincy Jones en est le parrain, et a coproduit le festival de 1991 à 1993. Des groupes ou artistes de rock sont parfois invités (Deep Purple, Van Morrison, Santana, Eric Clapton, Sting, Bob Dylan, etc.). Led Zeppelin, Pink Floyd, The Doors, Black Sabbath ou encore Canned Heat se sont également produits à Montreux, mais dans le cadre du Super Pop de Montreux, également organisé par Claude Nobs (1969-1974).
Le festival accueille aujourd'hui également du hip-hop, des musiques électroniques, et des musiques du monde.
Le festival a contribué à la popularité mondiale de la ville. Il a toujours lieu, une fois par an au mois de juillet.
On mentionnera les anecdotes suivantes :
- la chanson Smoke on the Water de Deep Purple fut écrite à Montreux. Elle évoque l'incendie du casino de Montreux durant le concert de Frank Zappa, le 4 décembre 1971, lors du Super Pop Montreux ;
- le morceau Bonzo's Montreux, solo du batteur John Bonham (surnommé « Bonzo ») du groupe Led Zeppelin, fut enregistré en septembre 1976 à Montreux (Mountain Studios) ;
- le dernier album de Queen avec Freddie Mercury, Made In Heaven (1995), fut réalisé aux studios du groupe, les Mountain Studios de Montreux. Une statue de Freddie Mercury, située sur les quais en contrebas du Marché Couvert d'Henri Nestlé (place du Marché), rend hommage à l'artiste, qui était très attaché à la ville. Il est figuré dans son costume d'ouverture du concert de Wembley en 1986, faisant face au lac, le poing droit levé. Sculptée par Irena Sedlecka, commanditée par les membres restants de Queen ainsi que les amis et la famille de Mercury, elle fut inaugurée le 25 novembre 1996 par Montserrat Caballé. La pochette de l'album Made in Heaven est une photo de la statue devant le Léman.

#### Manifestations

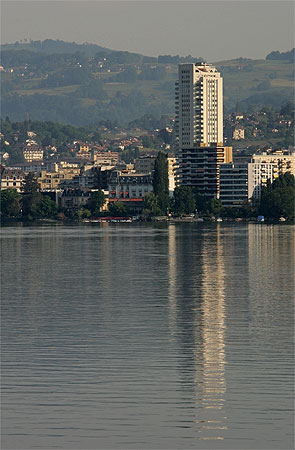
La Tour d'Ivoire vue depuis le lac.

- Montreux Jazz Festival, au mois de juillet ;
- Montreux Comedy Festival, au mois de Novembre et Décembre
- Marché de Noël de Montreux. Il commence fin du mois de novembre et finit le 24 décembre. C'est l'un des marchés de Noël les plus populaires de Suisse[réf. nécessaire] ;
- Montreux Choral Festival International, Events OFF et manifestations spéciales à thèmes[réf. nécessaire] ;
- Septembre musical, festival de musique classique annuel de fin août à mi-septembre ;
- Festival du rire, aux alentours du 10 décembre de chaque année ;
- Scooter Contest[réf. nécessaire] ;
- Montreux Volley Masters, en juin ;
- Montreux Miniature's Show a lieu toutes les années, le deuxième weekend du mois de mars[réf. nécessaire] ;
- Festival de la publicité Golden Award of Montreux[réf. nécessaire] ;
- Coupe des nations de rink-hockey (week-end pascal, tous les deux ans)[réf. nécessaire] ;
- Montreux Sundance (Electronic Music Festival). Chaque année, début juin[réf. nécessaire] ;
- Polymanga, festival autour des jeux vidéo et des mangas, tous les ans depuis 2004[45] ;
- Waterings Contest, événement biennal au mois d'août ;
- Grand prix Ferrari de Montreux, tous les deux ans ;
- Courses Montreux-Les-Rochers-de-Naye ;
- Freddie Celebration Days[46] - Montreux Celebration organise chaque année cet événement majeur et entièrement gratuit autour du 5 septembre, date de l'anniversaire de Freddie Mercury[47], défunt chanteur du groupe Queen.

Le premier championnat d'Europe de hockey sur glace a eu lieu en 1910 dans la commune. La Grande-Bretagne l'a remporté.
En 2010, la ville a accueilli le 13e Sommet de la francophonie.

### Tourisme
Les quais
Le quai des Fleurs entre le centre et Territet comprend des essences rares pour la région, grâce à son microclimat, qui varie de 4 à 5° par rapport à la moyenne régionale[réf. nécessaire].
Le Centre des Congrès
Le Centre Convention & Musique Montreux (2m2c), tout de verre transparent et construit en 1973, directement au bord du lac, s'est régulièrement agrandi pour prendre sa forme définitive en 1993, avec l'inauguration de la prestigieuse salle de concert de l'Auditorium Igor Stravinsky. Le Centre des Congrès abrite le fameux Montreux Jazz Festival[réf. nécessaire].
Excursions
De nombreuses randonnées sont possibles à partir de Montreux, en particulier dans le massif des Rochers de Naye desservi par le chemin de fer Montreux-Glion-Rochers de Naye, par exemple les parcours Caux-Dent de Jaman ou Caux-Rochers de Naye.
Écoles Internationales
Ville de tourisme, Montreux est également reconnue pour ses excellentes écoles hôtelières[réf. nécessaire] : l'Institut de hautes études de Glion, H.I.M. (Hotel Institute Montreux) ou encore S.H.M.S (Swiss Hotel Maganement School) à Caux.

### Personnalités liées à la commune

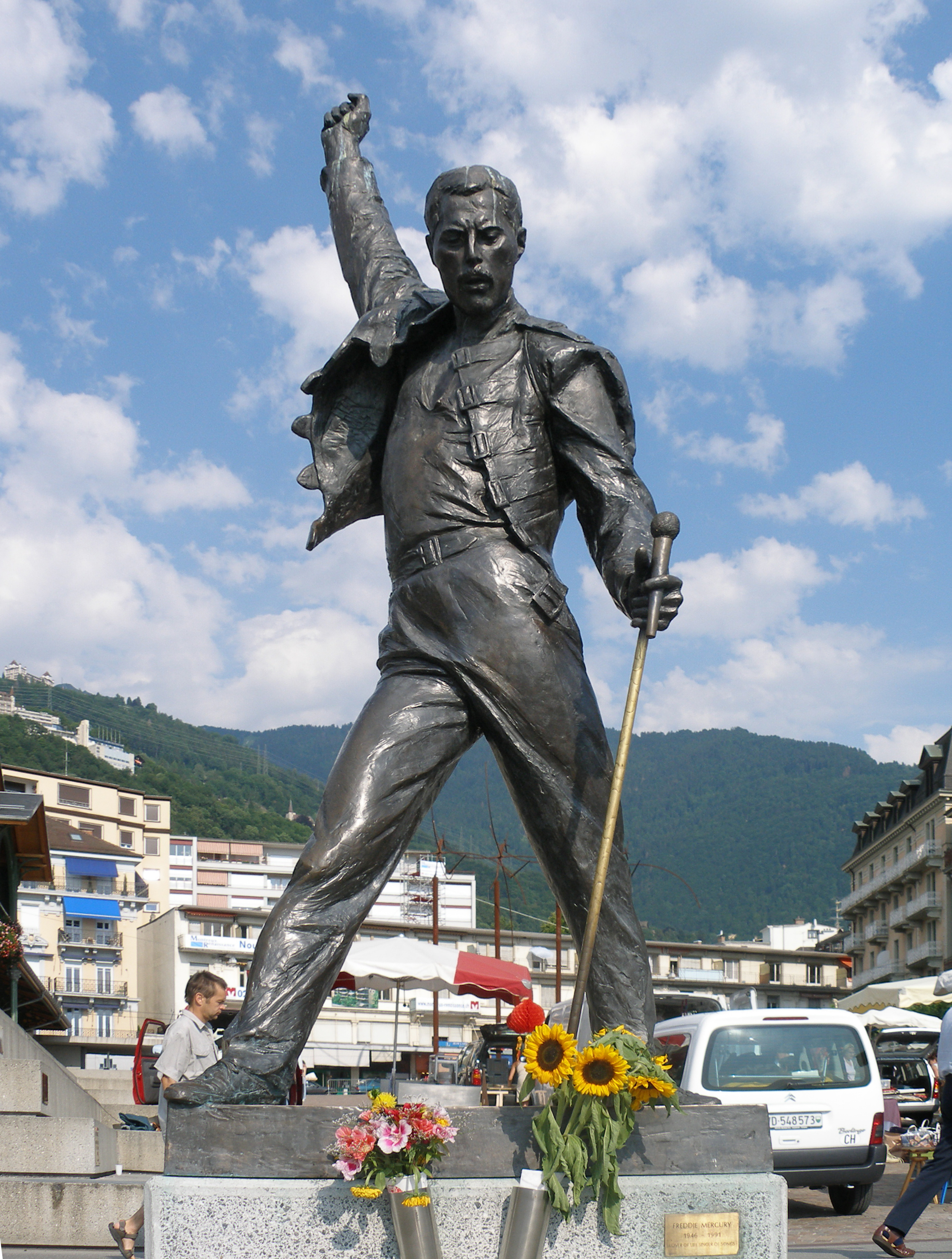
Irena Sedlecká. Statue de Freddie Mercury au bord du Léman à Montreux, le représentant lors du concert de Wembley en 1986.

#### Naissances à Montreux
- Alex Bugnon (1958-), pianiste de jazz ;
- Laurent Dufaux (1969-), coureur cycliste ;
- Jean Villard, dit Gilles (1895-1992), poète, écrivain et chansonnier, né avenue des Alpes 90 dont une plaque commémorative est visible ;
- Patrick Juvet (1950-2021), chanteur de variétés ;
- Claude Nobs (1936-2013), fondateur et directeur du festival de jazz de Montreux ;
- Jacques-Henri Schloesing (1919-1944), aviateur français, Compagnon de la Libération ;
- Christine Sefolosha (1955-), artiste ;
- Edmond-Henri Zeiger-Viallet (1895-1994), artiste peintre.
- Melissa Bonny (1993-), chanteuse.

#### Habitants de Montreux
- Théodore Renkewitz (1833-1911), peintre anglais né à la Jamaïque, établi à Montreux où il meurt ;
- L'architecte Louis Villard (1856-1937), de Clarens, faisant partie des acteurs principaux du développement touristique de la nouvelle ville ;
- L'écrivain Vladimir Nabokov vécut, précisément, à l'Hôtel du Cygne adjacent au Montreux-Palace de 1961 jusqu'à la fin de sa vie en 1977 selon la plaque commémorative de sa statue en bronze trônant dans le jardin du Montreux-Palace. Il est inhumé au cimetière de Clarens ;
- Freddie Mercury, du groupe de rock Queen, a vécu de nombreuses années à Montreux, où le groupe a enregistré un grand nombre de chansons. Mercury se serait d'ailleurs inspiré des paysages de Montreux pour écrire sa chanson A Winter's Tale de l'album Made in Heaven ;
- Yechiel Yaakov Weinberg, talmudiste de renom ;
- Le parolier et compositeur français Hubert Giraud (1920-2016) est mort à Montreux où il vivait depuis le milieu des années 1980[48] ;
- Le parolier et producteur québécois Luc Plamondon[49] ;
- Shaul Weingort, rabbin.

### Héraldique
| Blason | Blasonnement : Parti au 1 d'argent à trois étoiles à six rais de gueules, rangées en pal et séparées de deux croissants du même ; au 2 d'azur au moutier d'or, ouvert et maçonné de sable. |